# Sprengel Hildesheim-Göttingen
Der Sprengel Hildesheim-Göttingen ist einer von sechs – nicht selbständigen – Unterbezirken der Evangelisch-lutherischen Landeskirche Hannovers, die sich in die Sprengel Hannover, Hildesheim-Göttingen, Lüneburg, Osnabrück, Ostfriesland-Ems und Stade unterteilt. Der Sitz ist Hildesheim.

## Geografische Lage
Der Sprengel liegt im Südosten Niedersachsens und der Hannoverschen Landeskirche. Im Westen grenzt er an die Evangelische Kirche von Westfalen, im Südwesten und Süden an die Evangelische Kirche von Kurhessen-Waldeck, im Osten an die Evangelische Kirche in Mitteldeutschland, und an die Evangelisch-Lutherische Landeskirche in Braunschweig (die zum Teil vom Sprengelgebiet eingeschlossen wird), sowie im Norden und Nordwesten an die Sprengel Lüneburg und Hannover.
Im Norden durchziehen die Bahnstrecken Berlin–Braunschweig–Hannover und Berlin–Braunschweig–Hildesheim das Sprengelgebiet, das in Nord-Süd-Richtung an der Bahnstrecke Hannover–Kassel liegt.
Einen ähnlichen Verlauf zeigen die Autobahnen, die das Gebiet des Sprengels durchqueren: die A 2 (Berlin–Hannover–Dortmund), die A 39 (Wolfsburg–Salzgitter–Hildesheim) und die A 7 (Hannover–Kassel).

## Geschichte/Struktur
Den Sprengel gibt es erst seit dem Inkrafttreten der landeskirchlichen Sprengelreform am 1. Juli 2007. Vorher gab es die getrennten Sprengel Hildesheim (bis 1957: Hildesheim-Harz) und Göttingen (bis 1957: Göttingen-Grubenhagen). Bei der Vereinigung der beiden Bereiche wurde der Kirchenkreis Hameln-Pyrmont aus dem aufgelösten Sprengel Calenberg-Hoya eingegliedert, während die beiden Kirchenkreise Gifhorn und Wolfsburg aus dem Sprengel Hildesheim an den Sprengel Lüneburg abgegeben wurden.

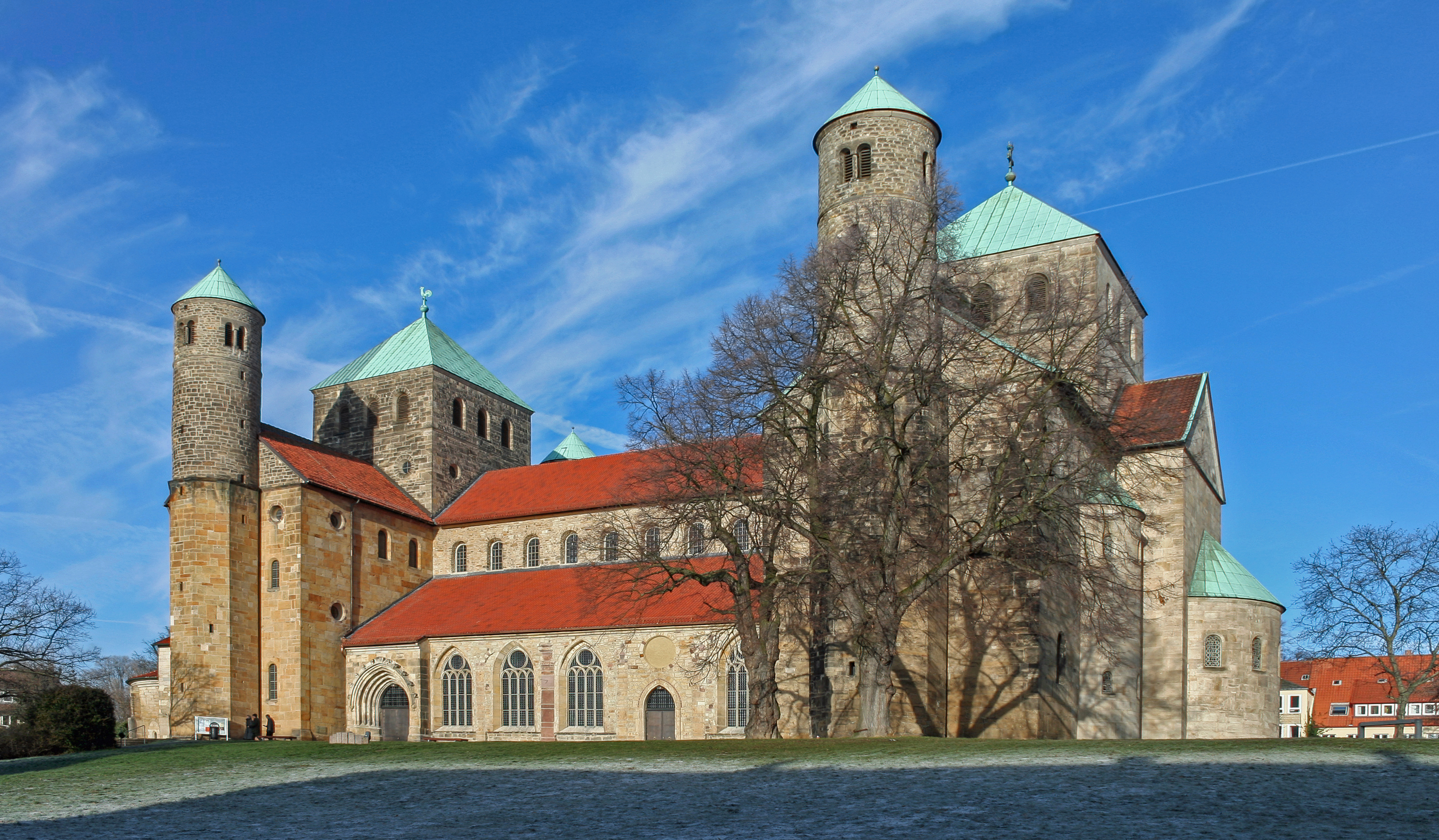
Die St.-Michaelis-Kirche zu Hildesheim ist die Predigtkirche des Landessuperintendenten.

Entstanden ist auf diese Weise der größte Sprengel der Hannoverschen Landeskirche mit heute acht Kirchenkreisen: Göttingen-Münden (Sitz: Göttingen), Hameln-Pyrmont (Sitz: Hameln), Harzer Land (Sitz: Osterode), Hildesheimer Land-Alfeld (Sitz: Alfeld und Elze), Hildesheim-Sarstedt (Sitz: Hildesheim), Holzminden-Bodenwerder (Sitz: Holzminden), Leine-Solling (Sitz: Northeim) und Peine. Der Kirchenkreis Hildesheimer Land-Alfeld entstand zum 1. Januar 2011 aus den Kirchenkreisen Hildesheimer Land und Alfeld, der Kirchenkreis Harzer Land zum 1. Januar 2013 aus den Kirchenkreisen Clausthal-Zellerfeld, Herzberg und Osterode und der Kirchenkreis Göttingen-Münden zum 1. Januar 2023 aus den Kirchenkreisen Göttingen und Münden.
In diesem Gebiet liegen 356 Kirchengemeinden mit 440.000 Gemeindegliedern. 350 Pastoren sowie 80 Diakonen sind in Zusammenarbeit mit rund 500 Prädikanten sowie Lektoren, mit knapp 1000 Kirchenmusikern, mit fast 500 Küstern und mit mehr als 2200 Kirchenvorstehern sowie einer großen Zahl ehrenamtlicher Mitarbeiter im Sprengel tätig. 693 Kirchen und Kapellen stehen als Gottesdienststätten zur Verfügung.
Im Gebiet des Sprengels sind die Einwohner überwiegend evangelisch-lutherischer Konfession. Ausnahmen bilden die Gebiete des Eichsfeldes und des Hildesheimer Bereiches, in denen es hohe Anteile der Bevölkerung mit römisch-katholischer Konfession gibt. Außerdem gibt es die evangelisch-reformierte „Herrschaft Plesse“.

## Landessuperintendenten/Regionalbischof

### Leitung
Die Leitung des Sprengels obliegt dem Regionalbischof (Titel bis 2019: Landessuperintendent), der seinen Amtssitz in Hildesheim hat. Von hier aus werden bischöfliche Aufgaben wahrgenommen.
Das Service-Agentur der Landeskirche übernimmt Aufgaben der Verwaltung für die Landessuperintendentur.
Die Predigtkirche des Regionalbischofs ist die St.-Michaelis-Kirche in Hildesheim.
Der Regionalbischof ist per Amt Mitglied im Bischofsrat der Landeskirche.

### Landessuperintendenten/Regionalbischöfe (seit 2020)
In den zuvor getrennten Sprengeln waren als Landessuperintendenten tätig:
- Sprengel Hildesheim (Amtssitz 1936–1942 in Goslar, danach Hildesheim):
  - Rudolf Detering (1936–1961)
  - Gerhard Heintze (1961–1965)
  - Hans Philipp Meyer (1965–1969)
  - Ernst Henze (1969–1991)
  - Walter Meyer-Roscher (1991–1999)
  - Eckhard Gorka (2000–2007)

- Sprengel Göttingen (Amtssitz 1936–1953 in Northeim, 1953–1958 in Hildesheim, danach in Göttingen):
  - Wilhelm Stumpenhausen (1936–1948)
  - Franz Wiebe (1948–1953)
  - Lothar Stark (1958–1977)
  - Horst Hirschler (1977–1988)
  - Rolf Koppe (1988–1993)
  - Hinrich Buß (1993–2002)
  - Burghard Krause (2002–2007)

- In dem 2007 neugebildeten Sprengel Hildesheim-Göttingen blieb der bisherige Hildesheimer Landessuperintendent im Amt:
  - Eckhard Gorka (2007–2021)
  - Adelheid Ruck-Schröder (Juli 2021–Juni 2025)

## Sprengelbeirat
Dem Landessuperintendenten stand bis 2009 der Sprengelbeirat zur Seite, dessen Mitglieder aus allen damals zwölf Kirchenkreisen des Sprengels kamen.

## Ephorenkonferenz

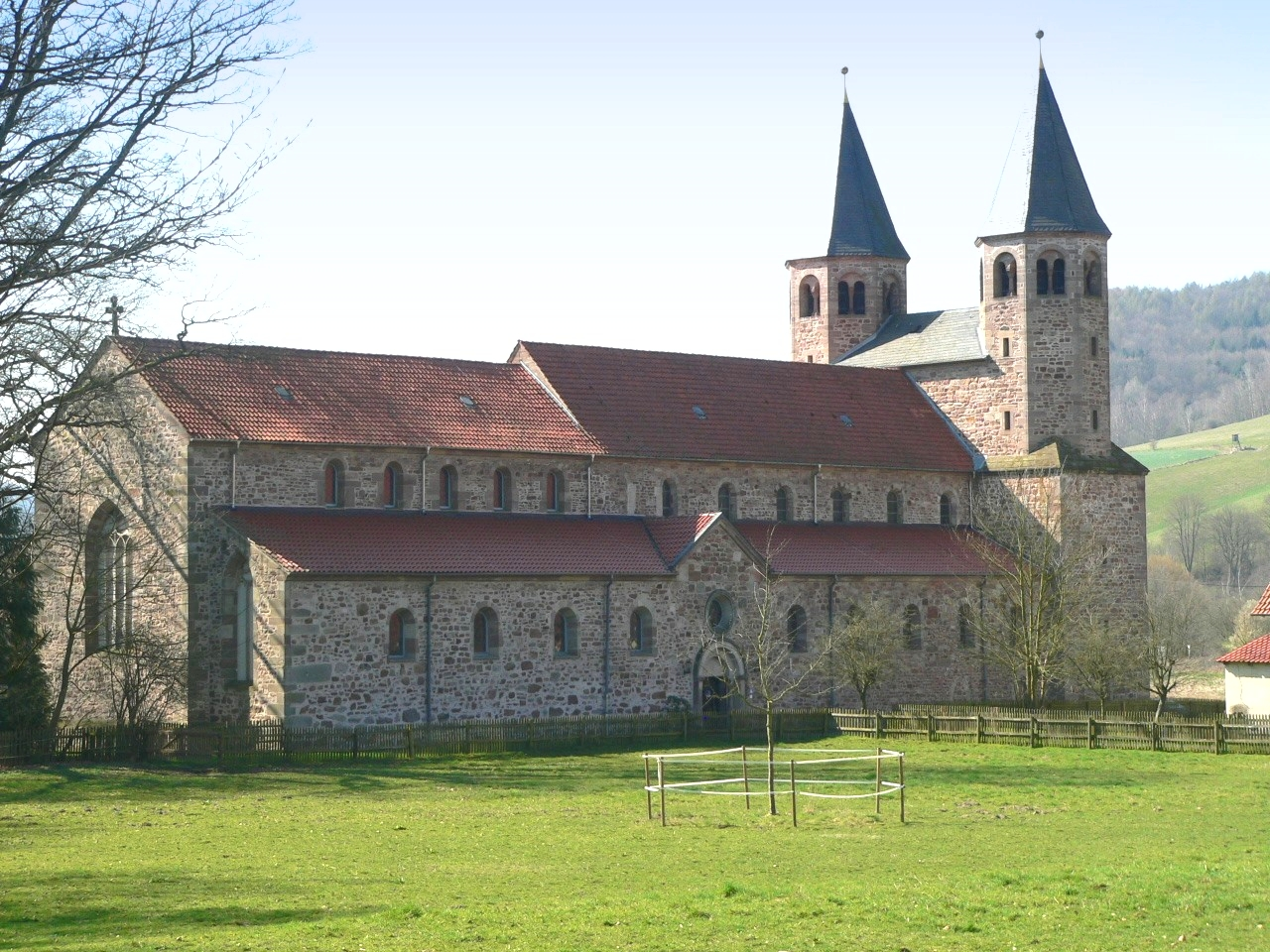
Klosterkirche in Bursfelde

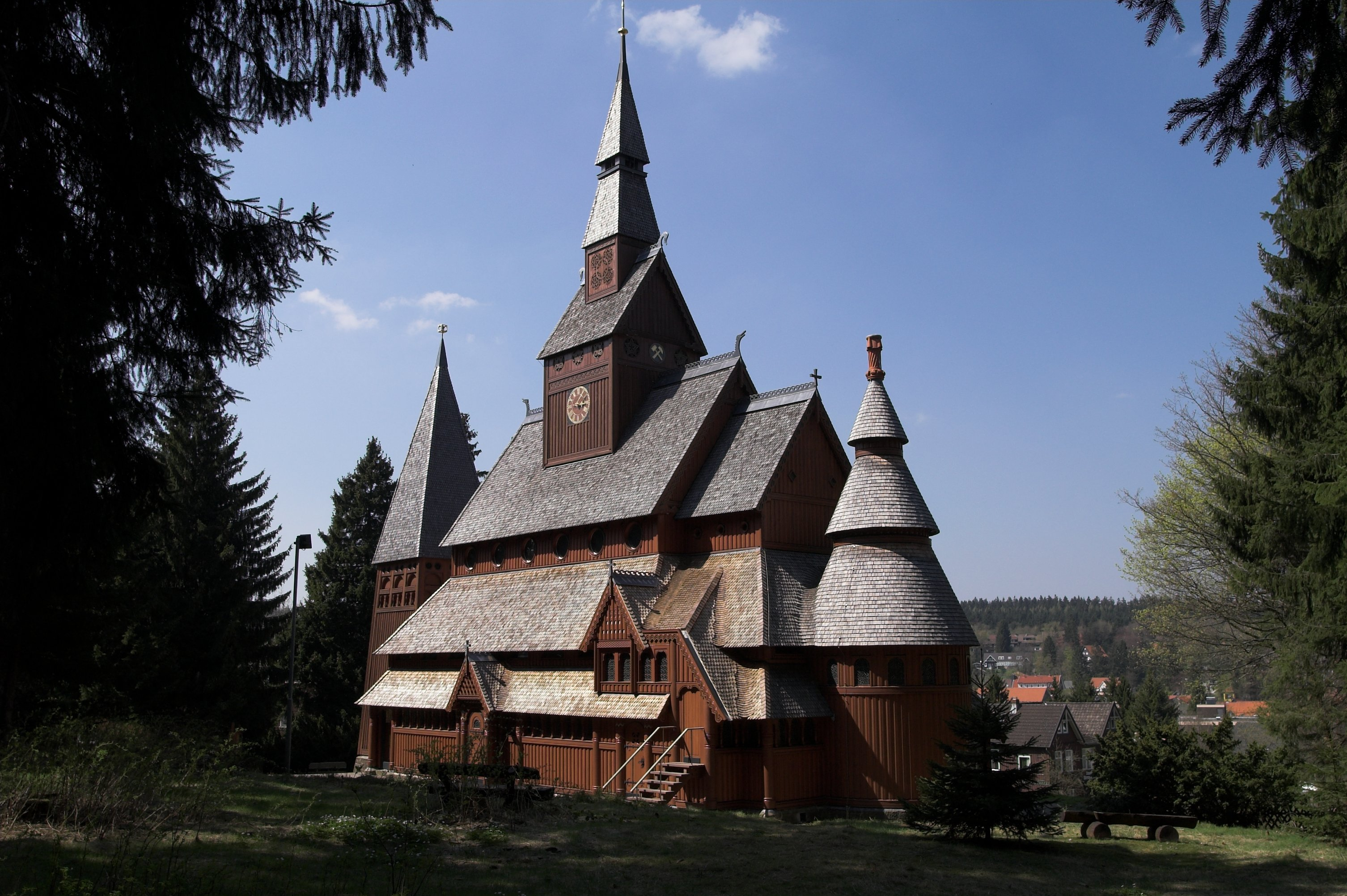
Gustav-Adolf-Kirche (Stabkirche) in Hahnenklee im Harz

Die leitenden Geistlichen der Kirchenkreise, die Superintendenten, bilden mit dem Regionalbischof die Ephorenkonferenz (Eigenbezeichnung: Ephor*innenkonferenz) des Sprengels. Einer dieser Amtsinhaber ist zugleich Stellvertreter des Regionalbischofs.

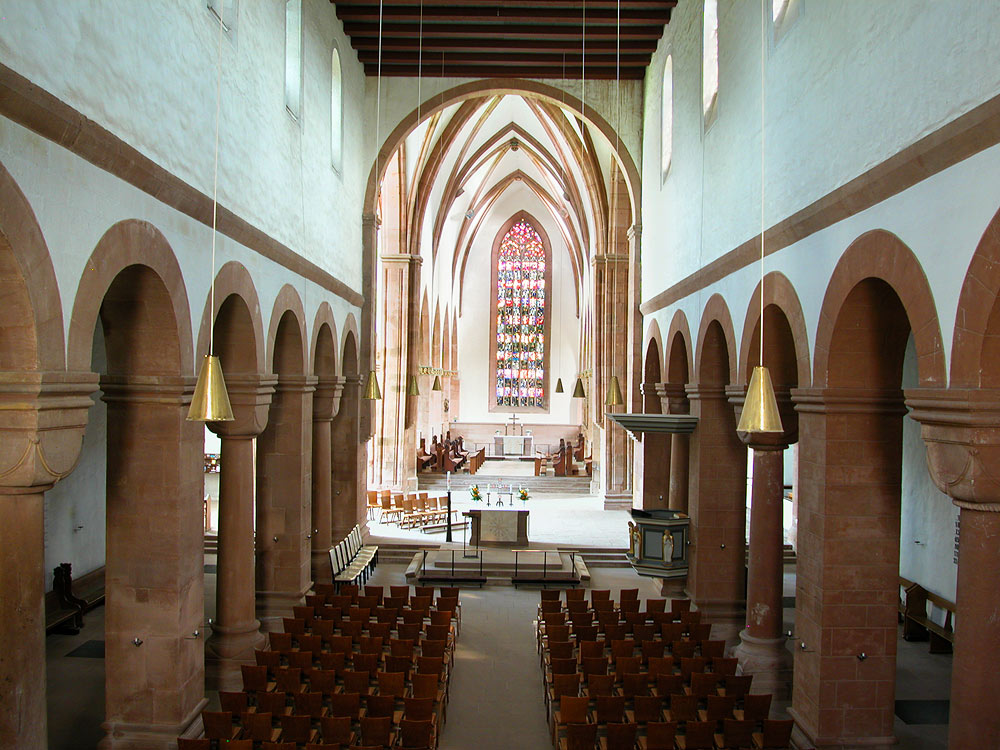
Klosterkirche in Amelungsborn

## Mitglieder der Landessynode
Der Sprengel Hildesheim-Göttingen entsendet 14 Mitglieder in das höchste parlamentarische Gremium der hannoverschen Landeskirche, die Landessynode.

## Weblink
- Website des Sprengels Hildesheim-Göttingen